# چنگر نوک‌سبز پهلوخالدار
چنگر نوک‌سبز پهلوخالدار (نام علمی: Porphyriops melanops)، یک گونه از پرندگان خانواده یلوگان و در سردهٔ تک‌نماد چنگر نوک‌سبز (Porphyriops) است. در آرژانتین، بولیوی، برزیل، شیلی، کلمبیا، پاراگوئه، پرو و اروگوئه یافت می‌شود و زیستگاه طبیعی آن مرداب‌ها و دریاچه‌های آب شیرین است.
چنگر نوک‌سبز پهلوخالدار دارای یک کروموزوم W است که بزرگ‌تر از کروموزوم Z آن است که در بین گونه‌های پرندگان بی‌همتا است.

## نگارخانه

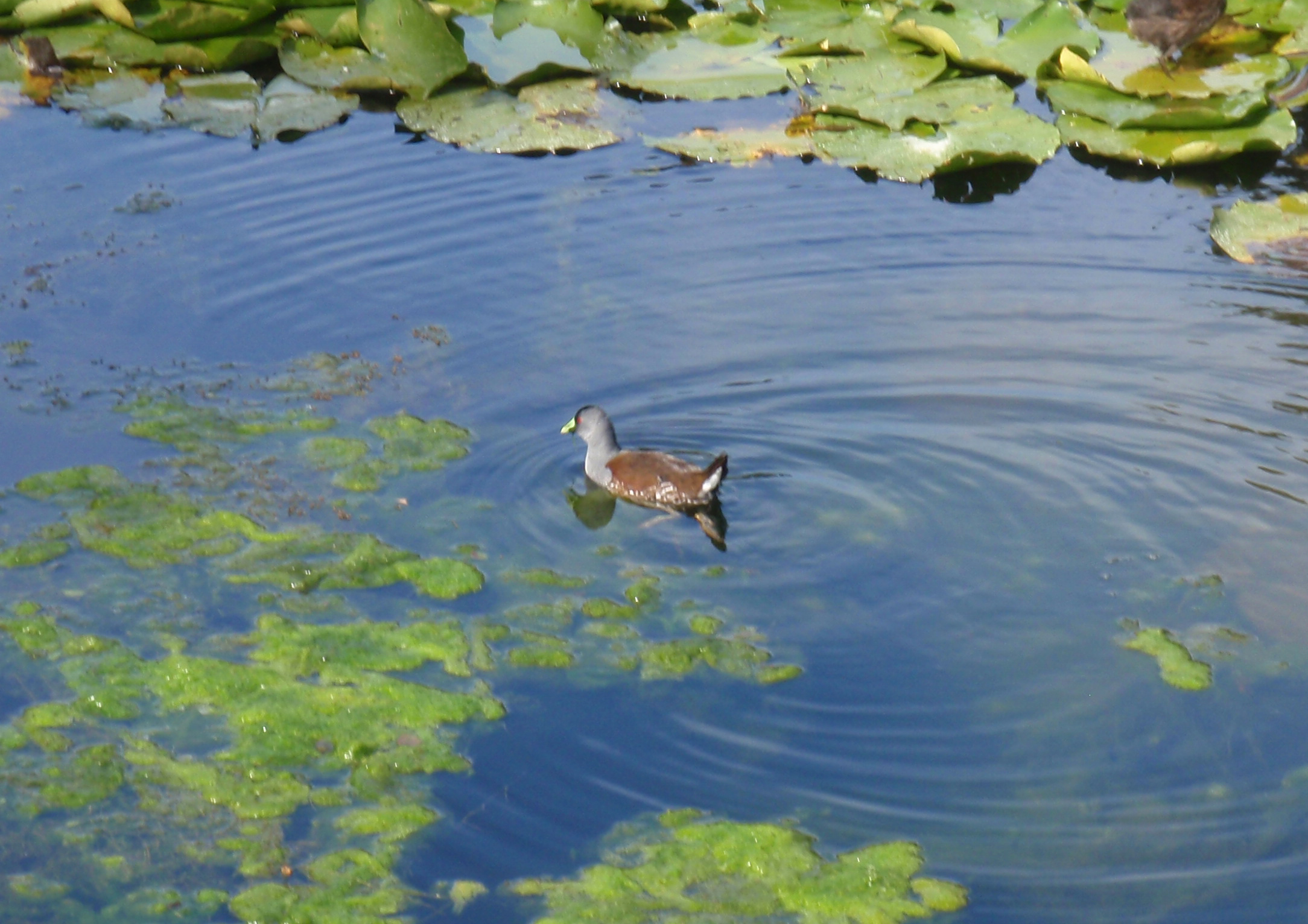
شنای بالغ در برکه‌ای در مرکز شیلی.
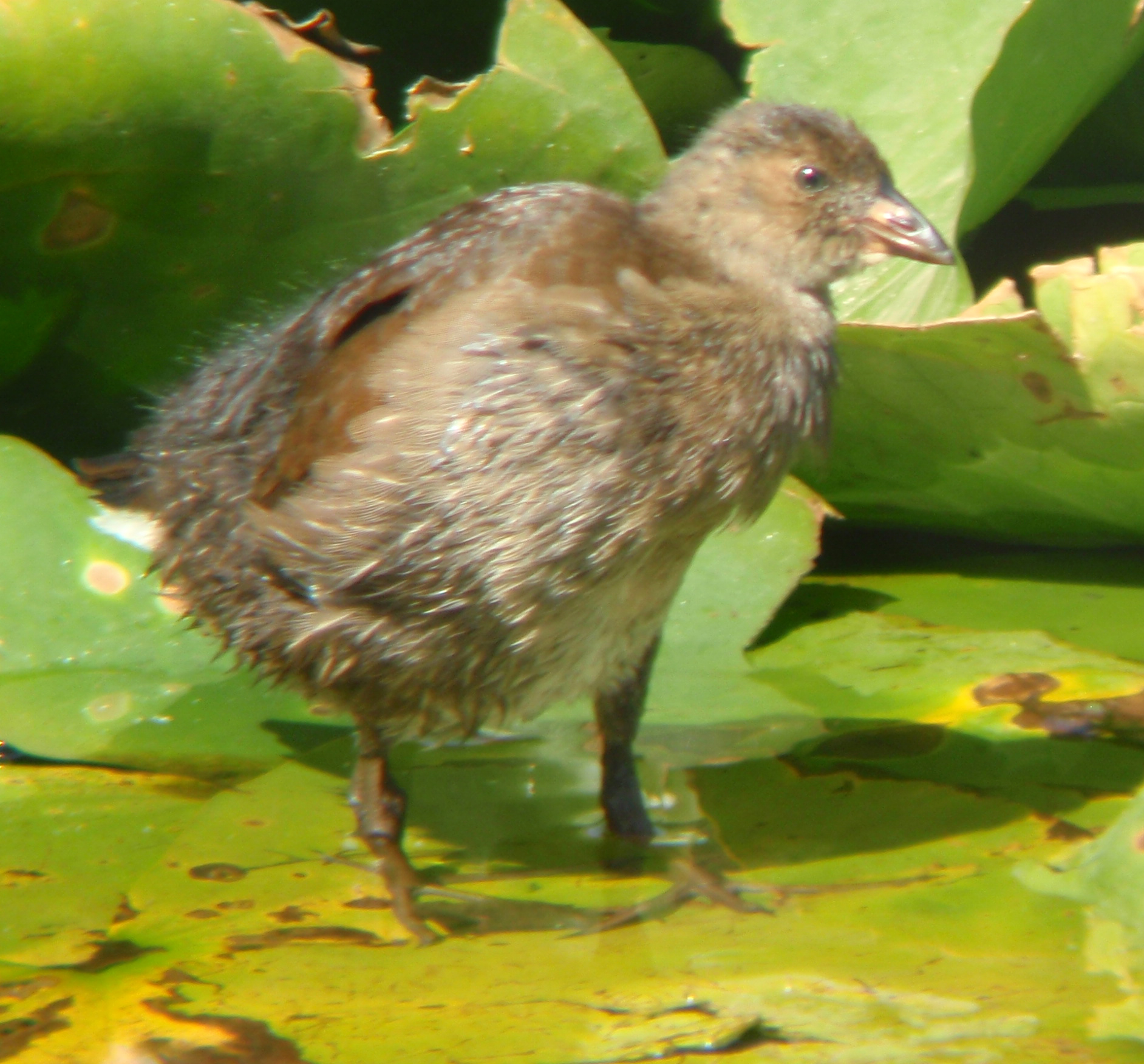
یک نوجوان در مرکز شیلی.